# Distretto di Gouraya
Il distretto di Gouraya è un distretto della provincia di Tipasa, in Algeria.

## Comuni
Il distretto comprende 3 comuni:
- Gouraya
- Messelmoun
- Aghbal